# Luci Corneli Cos Maluginense
Luci Corneli Cos Maluginense (llatí: Lucius Cornelius Ser. F. P. N. Cossus Maluginensis) va ser un magistrat romà.
Va ser cònsol l'any 459 aC junt amb Quint Fabi Vibulà i tos dos van fer la guerra contra els volscs i els eques amb èxit. Sembla que Luci va conquerir Antium i els Fasti indiquen que per aquest fet va obtenir els honors del triomf.
L'any 449 aC va defensar davant el senat romà al segon decemvirat del que el seu cosí germà (frater, probablement cosí germà) Marc n'era membre.